# Drosophila testacea
Drosophila testacea – gatunek muchówki z rodziny wywilżnowatych i podrodziny Drosophilinae.
Gatunek ten opisany został w 1840 roku przez Karla L.F. von Rosera.
Muchówka o ciele długości od 2,5 do 3,5 mm. Na głowie para szczecinek orbitalnych skierowanych w tył jest znacznie cieńsza niż ich para skierowana w przód. Listewka twarzowa ma falisty przebieg. Chetotaksję tułowia cechuje sześć rzędów szczecinek środkowych grzbietu w przedniej części śródplecza (w tym jedna para znacznie dłuższa niż pozostałe) oraz spośród trzech górnych par szczecinek sternopleuralnych przednia najkrótsza, a tylna najdłuższa. Barwa śródplecza jest rudobrązowa. Użyłkowanie skrzydła odznacza się żyłką subkostalną bez sierpowatego zakrzywienia za żyłką barkową, tylną komórką bazalną zlaną z komórką dyskoidalną oraz wierzchołkowym odcinkiem żyłki medialnej M1+2 nie dłuższym niż trzykrotność odcinka tej żyłki między żyłkami poprzecznymi przednią i tylną. Żółty odwłok ma czarne, przerywane pośrodku przepaski na tylnych krawędziach tergitów.
Larwy przechodzą rozwój w grzybach. Owady dorosłe spotyka się na wyciekającym z brzóz soku.
Owad znany z prawie wszystkich krajów Europy, w tym z Polski, a także z Bliskiego Wschodu, wschodniej Palearktyki i krainy orientalnej.